# جوي أرشيبالد
جوي أرشيبالد (بالإنجليزية: Joey Archibald)‏ (20 فبراير 1914 ببروفيدنس في الولايات المتحدة - 3 فبراير 1998 ببروفيدنس في الولايات المتحدة) هو ملاكم أمريكي، صنّف ضمن فئة وزن الريشة ‏.

## إحصائيات
خاض خلال مسيرته 181 نزالا، فاز في 60 وتعادل في 5 وخسر في 40. فاز بالضربة القاضية في 29 نزالا.

## روابط خارجية
- جوي أرشيبالد على موقع بوكس ريك (الإنجليزية) (registration required)